# Libellula composita
Libellula composita is een libellensoort uit de familie van de korenbouten (Libellulidae), onderorde echte libellen (Anisoptera).
De wetenschappelijke naam Libellula composita is voor het eerst geldig gepubliceerd in 1873 door Hagen.